# Džaipur
Džaipur (slovenski pravopis Jaipur), nekdanji Džejpore, je glavno in največje mesto indijske zvezne države Radžastan. Leta 2011 je imelo mesto 3,1 milijona prebivalcev, zaradi česar je bilo deseto najbolj naseljeno mesto v državi. Džaipur je znan tudi kot Rožnato mesto zaradi prevladujoče barvne sheme svojih stavb. Znan je tudi kot Indijski Pariz, C. V. Raman pa ga je imenoval Otok slave. Je 268 km oddaljen od prestolnice New Delhi. Džaipur je leta 1727 ustanovil vladar Kačhvaha, radžputskega klana, Džai Singh II., vladar Amberja, po katerem je mesto dobilo ime. Bilo je eno najzgodnejših načrtovanih mest sodobne Indije, ki ga je zasnoval Vidjadhar Bhatačarja. V britanskem kolonialnem obdobju je mesto služilo kot glavno mesto države Džaipur. Po osamosvojitvi leta 1947 je Džaipur postal glavno mesto novonastale države Radžastan.
Džaipur je priljubljena turistična destinacija v Indiji in je del zahodnega turističnega kroga zlatega trikotnika skupaj z Delhijem in Agro (240 km). Služi tudi kot prehod do drugih turističnih destinacij v Radžastanu, kot so Džodhpur, Džaisalmer, Bikaner, Udaipur, Kota in Mount Abu.
6. julija 2019 je Unescov odbor za svetovno dediščino uvrstil Džaipur v rožnato mesto Indije med svojo svetovno dediščino. Mesto je tudi dom Unescove svetovne dediščine Trdnjava Amber in Džantar Mantar.

## Zgodovina
Mesto Džaipur je 18. novembra 1727 ustanovil kralj Amberja, maharadža Savai Džai Singh II., ki je vladal od leta 1699 do 1743. Svojo prestolnico je nameraval preseliti iz Amberja, 11 kilometrov v Džaipur, da bi se prilagodil naraščajočemu prebivalstvu in vse večjemu pomanjkanju vode. Džai Singh se je med načrtovanjem ureditve Džaipurja posvetoval z več knjigami o arhitekturi in arhitektih. Pod arhitekturnim vodstvom Vidjadharja Bhatjačarje je bil Džaipur načrtovan na podlagi načel Vastu Šastre (sanskrt वास्तु शास्त्र, vāstu śāstra – dobesedno "znanost o arhitekturi") in Šilpa Šhastre (sanskrt शिल्प शास्त्र śilpa śāstra) dobesedno pomeni znanost Šhilpa (umetnost in obrt).. Gradnja mesta se je začela leta 1726 in je trajala štiri leta, da so dokončali glavne ceste, pisarne in palače. Na arhitekturo mesta je močno vplivala arhitekturna renesansa iz 17. stoletja med mogulsko vladavino v severni Indiji. Zato večinoma spominja na arhitekturne sloge iz celega muslimanskega sveta. Mesto je bilo razdeljeno na devet blokov, od katerih sta dva vsebovala državne stavbe in palače, preostalih sedem pa je bilo namenjenih javnosti. Zgrajeno je bilo ogromno obzidje, prebodeno s sedmimi utrjenimi vrati.
Med vladavino Savaija Ram Singha II. je bilo mesto pobarvano v rožnato, da bi leta 1876 pozdravili Alberta Edwarda, valižanskega princa (ki je kasneje postal kralj Edward VII., indijski cesar). Številne avenije so še vedno pobarvane v rožnato, kar daje Džaipurju značilen videz in vzdevek Rožnato mesto.
V 19. stoletju je mesto hitro raslo in leta 1900 je imelo 160.000 prebivalcev. Široki bulvarji so bili tlakovani, njegova glavna panoga pa je bila obdelava kovin in marmorja, ki jo je spodbujala umetniška šola, ustanovljena leta 1868. Mesto je imelo tri fakultete, vključno s sanskrtsko šolo (1865) in dekliško šolo (1867), odprto med vladavino maharadže Ram Singha II.
Velika območja mesta, vključno z letališčem, so bila poplavljena avgusta 1981, kar je povzročilo smrt osmih ljudi in veliko škodo na mestni reki Dravjavati. Poplave so bile posledica tridnevnega trganja oblakov, ki je povzročilo več dežja od letnega povprečja.

## Geografija
Džaipur leži v severovzhodnem delu Radžastana in pokriva skupno površino 467 kvadratnih kilometrov. Mesto obdajajo rodovitne aluvialne ravnice na vzhodu in jugu ter hribovite verige in puščavska območja na severu in zahodu. Džaipur se na splošno spušča navzdol od severa proti jugu in nato proti jugovzhodu. Mesto je obdano s hribi Nahargarh na severu in Džhalana na vzhodu, ki je del pogorja Aravali.
Reka Dravjavati je primarni odtočni kanal, ki je do leta 2014 degeneriral v neobdelano kanalizacijo nalah. Da bi rešili to težavo, je JDA sklenila pogodbo za pomladitev reke konzorciju, ki ga sestavljata Tata Projects in Shanghai Urban Construction Group. 13 km dolg odsek reke Dravjavati od 47,5 km je bil za prebivalce odprt leta 2018, preostali projekt pa je bil dokončan leta 2022.

### Podnebje
Džaipur ima vroče polsušno podnebje pod vplivom monsuna (Köppnova podnebna klasifikacija BSh) z dolgimi, izjemno vročimi poletji in kratkimi, blagimi do toplimi zimami. Letna količina padavin je več kot 625 milimetrov, zaradi jugozahodnega monsuna padejo večinoma julija in avgusta, zaradi česar so povprečne temperature v teh dveh mesecih nižje v primerjavi z bolj sušnim majem in junijem. Med monsunom so pogosta močna deževja in nevihte, vendar poplave niso običajne. Najvišja kdaj koli zabeležena temperatura je bila 49,0 °C 23. maja 1994. Povprečna temperatura mesta med decembrom in februarjem ostaja pod 20 °C. Ti meseci so blagi, suhi in prijetni, včasih hladni. Najnižja kdaj koli zabeležena temperatura je bila –2,2 °C 31. januarja 1905, 1. februarja 1905 in 16. januarja 1964. Džaipur je tako kot mnoga druga večja mesta na svetu pomembno mestno območje toplotnega otoka z okoliškimi temperaturami na podeželju pozimi občasno pade pod ledišče.

## Demografija
Po začasnem poročilu popisa leta 2011 je imelo mesto Džaipur 3.073.350 prebivalcev. Skupna stopnja pismenosti v mestu je 84,34 %. Pismenih je bilo 90,61 % moških in 77,41 % žensk. Razmerje med spoloma je bilo 898 žensk na 1000 moških, zabeleženo pa je bilo razmerje med spoloma otrok 854. Vendar naj bi prebivalstvo mesta naraslo na približno 3,91 milijona.

### Jeziki
Uradni jezik Džaipurja je hindijščina, dodatni uradni jezik pa je angleščina. Domače in glavno narečje mesta je dhundari. Poleg angleščine se govorijo tudi narečja marvari in standardna hindijščina.

### Religija
Po popisu leta 2011 so hindujci večinska verska skupina, ki predstavlja 87,9 % prebivalstva mesta, sledijo jim muslimani (8,6 %), džainisti (2,4 %) in drugi (1,2 %).

## Državna uprava
Mestna družba Džaipur (JMC) je bila ustanovljena leta 1994. Območje občinske družbe je 467 kvadratnih kilometrov in je urejeno v skladu z Zakonom o občini Rajasthan iz leta 1959. Mestno družbo vodi župan.
JMC je bil nedavno razdeljen na dve občinski družbi in sicer občinsko družbo Veliki Džaipur in občinsko družbo Džaipur dediščina. Prvotno je imela občina 91 oddelkov in vsak oddelek je zastopal izvoljeni član. Vendar pa je oddelek za lokalno samoupravo Radžastana Džaipur razdelil na dve občinski družbi z 150 oziroma 100 oddelki.
Jaipur Development Authority (JDA) je glavna vladna agencija, odgovorna za načrtovanje in razvoj Džaipurja. Džaipur spada tudi pod okrožje Džaipur zvezne države Radžastan v zahodni Indiji. V okrožju je 13 tehsilov, ki so Džaipur, Amber, Basi, Čaksu, Čomu, Modžmabad, Džamva Ramgarh, Phage, Phulera, Kotputli, Sanganer, Šahpura, Viratnagar. Skupna površina okraja je 14.068 kvadratnih kilometrov.

## Turizem
Džaipur je glavna turistična destinacija v Indiji, ki je del zlatega trikotnika, ki povezuje glavno mesto države New Delhi, Agro in Džaipur. V raziskavi Conde Nast Traveller Readers Choice iz leta 2008 je bil Džaipur uvrščen na 7. mesto najboljšega mesta za obisk v Aziji. Glede na nagrado TripAdvisorjevega Traveller's Choice Awards za destinacijo 2015 se je Džaipur uvrstil na prvo mesto med indijskimi destinacijami tega leta. Predsedniški apartma v hotelu Radž Palace, ki so ga zaračunali 45.000 USD na noč, je bil leta 2012 uvrščen na drugo mesto CNN-ove lestvice 15 najdražjih hotelskih apartmajev na svetu.
Jaipur Exhibition & Convention Center (JECC) je največji kongresni in razstavni center v Radžastanu. Znan je po organizaciji dogodkov, kot so Vastara, Jaipur Jewellery Show, Stonemart 2015 in Resurgent Rajasthan Partnership Summit 2015.
Zanimivosti za obiskovalce so avditorij Birla, muzej Albert Hall, Hava Mahal, Džal Mahal, Mestna palača, trdnjava Amber, Džantar Mantar, trdnjava Nahargarh, trdnjava Džaigarh, Birla Mandir, Galtadži, tempelj Govind Dev Dži, tempelj Garh Ganeš, tempelj Moti Dungri Ganeš, tempelj Sanghidži Džain in živalski vrt Džaipur. Observatorij Džantar Mantar (Jantar Mantar je zbirka 19 astronomskih instrumentov, izjemnih za svoj čas) in trdnjava Amber sta eno od območij svetovne dediščine. Hava Mahal je petnadstropni spomenik piramidalne oblike z 953 okni, ki se dviga 15 metrov od svojega visokega vznožja. Sisodija Rani Bagh in Kanak Vrindavan sta glavna parka v Džaipurju. Radž Mandir je pomembna kinematografska dvorana v Džaipurju.

## Galerija
- Hava Mahal‎ 2018
- Hava Mahal‎ 1976
- Mestna palača, Džaipur
- Džantar Mantar, Džaipur
- Trdnjava Amber
- Trdnjava Amber
- Brušenje dragih kamnov

## V popularni kulturi
Paul McCartney je napisal in posnel poklon Džaipurju pesem Riding into Jaipur (4:08), katere minimalistično besedilo pravi: »jahanje v Džaipur, jahanje skozi noč, jahanje z mojim otrokom, oh, kakšen užitek, oh, kakšen užitek, to je.« Pesem je bila objavljena na njegovem studijskem albumu Driving Rain iz leta 2001.
Džaipur je prizorišče filma The Best Exotic Marigold Hotel in njegovega nadaljevanja The Second Best Exotic Marigold Hotel, ki spremlja dogodivščine skupine starejših evropskih izseljencev, ki se upokojijo v Džaipurju in pri tem odkrijejo svoj pravi jaz.